# Hurepoix
Le Hurepoix est un ancien pays de France (le pagus Heripensis) devenu une petite région naturelle française, situé au sud de Paris, principalement dans le département de l'Essonne. La capitale historique en est Dourdan.

## Géographie
Le Hurepoix était composé de deux parties, le pays de Josas au nord-ouest (nom qui subsiste dans Jouy-en-Josas et Les Loges-en-Josas), et le pays de Chastres (Castra) chef lieu du Pagus Castrensis, dont le nom changea au XVIIIe siècle en Arpajon.
Outre l'Essonne, le Hurepoix inclut une partie du territoire des Yvelines, des Hauts-de-Seine, du Val-de-Marne et de Paris.
Il est délimité à l'ouest par le Pays d'Yveline/Haute Vallée de Chevreuse, au nord et à l'est par la Seine, et au sud par la Beauce.
Le sol du Hurepoix est principalement marneux, sablonneux et argileux permettant l'extraction de meulière. Certains plateaux sont couverts de lœss, des sédiments éoliens d'origine périglaciaire.

### Principaux cours d'eau
- l'Essonne
- la Juine
- l'Orge
- l'Yvette
- la Bièvre
- la Rémarde
- la Renarde

### Principales forêts
- Forêt de Verrières
- Forêt de Dourdan
- Forêt de Meudon

### Principales villes
- Antony (Hauts-de-Seine)
- Arpajon (Essonne)
- Athis-Mons (Essonne)
- Clamart (Hauts-de-Seine)
- Corbeil-Essonnes (Essonne)
- Dourdan (Essonne)
- Évry-Courcouronnes (Essonne)
- Guyancourt (Yvelines)
- Issy-les-Moulineaux (Hauts-de-Seine)
- Longjumeau (Essonne)
- Massy (Essonne)
- Montlhéry (Essonne)
- Orsay (Essonne)
- Palaiseau (Essonne)
- Sainte-Geneviève-des-Bois (Essonne)
- Savigny-sur-Orge (Essonne)
- Vélizy-Villacoublay (Yvelines)
- Villebon-sur-Yvette (Essonne)
- Villejuif (Val-de-Marne)
- Vitry-sur-Seine (Val-de-Marne)
- Paris 7e, Paris 13e, Paris 14e et Paris 15e

On y trouve également l'aéroport d'Orly.

## Toponymie

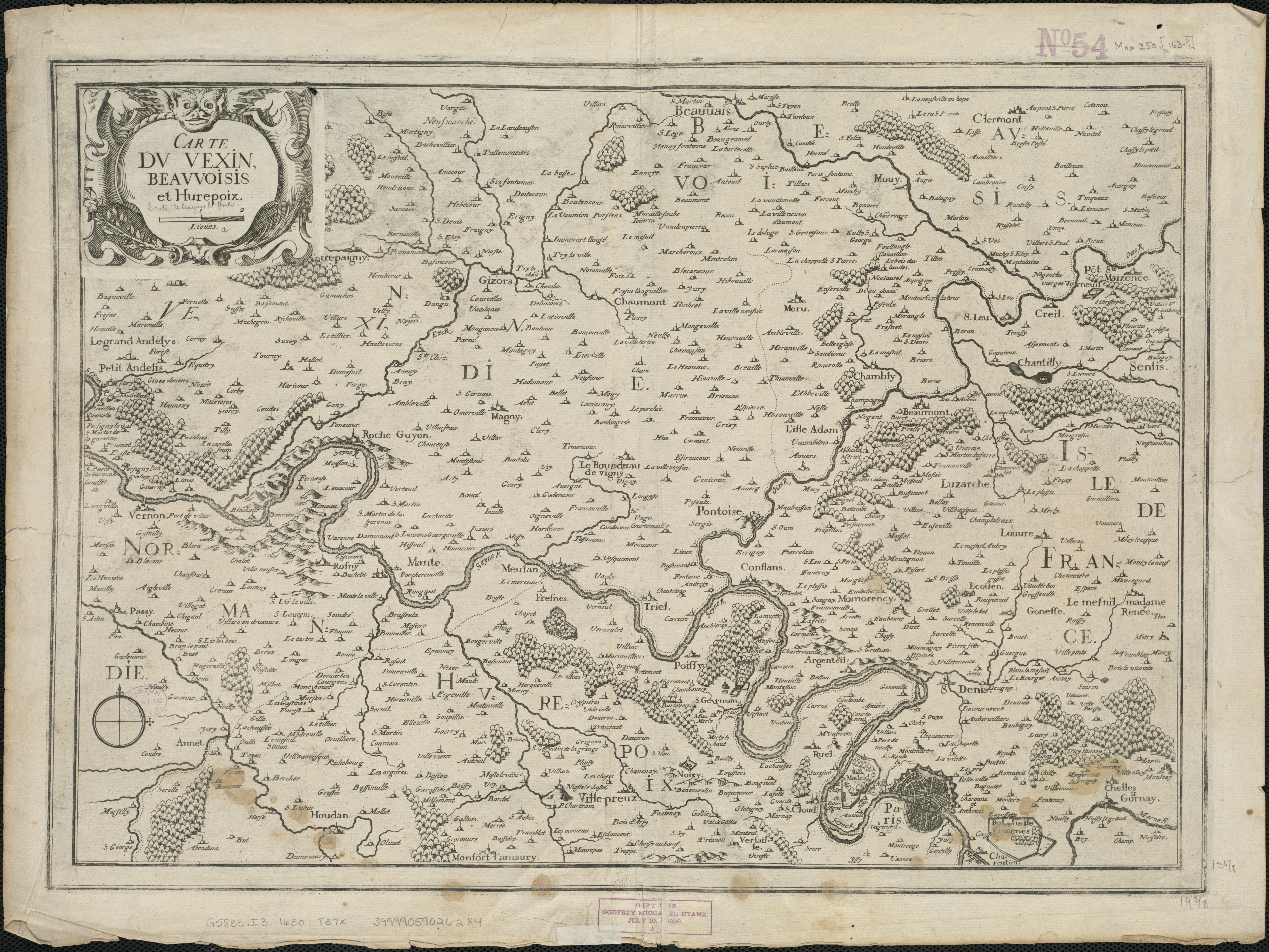
Carte du Vexin Beauvoisis et Hurepoix par Christophe Nicolas Tassin, 1634.

Le nom de Hurepoix apparait dans des documents rédigés en latin sous les formes Heripensis ou Huripensis pagus.
-ENSI est une terminaison en gallo-roman dérivée du latin : -ensis et servant à indiquer l'origine et qui a régulièrement donné le suffixe -ois en français, graphié -oix dans le cas de Hurepoix. Le premier élément Herip- ou Hurip- est obscur.
On[Qui ?] rapproche habituellement le nom Hurepoix, de celui du Pagus Orobiensis (déformée en Huripenisi[réf. nécessaire]) lequel désigne dès le XIIe siècle le pays de l'Orge (Orobia) qui s’étend à l'ensemble du bassin versant de cette rivière[réf. nécessaire].

## Histoire

La province de l’Île-de-France sous l’Ancien Régime et ses pays.

Selon le dictionnaire de Trévoux, le Hurepoix est une contrée du gouvernement de l’Île-de-France, Heripensis pagus. Elle est située entre la Brie dont la Seine la sépare au levant et la Beauce au couchant. On ne connaît pas bien ses limites.
Au nord-ouest, il s'est étendu jusqu'au pays mantois, incluant donc Rambouillet, la plaine de Montfort, Versailles, Saint-Germain-en-Laye et Meulan, jusqu'à l'époque moderne. Mais, à l'époque contemporaine, les identités territoriales se sont brouillées avec la densification urbaine et le pays d'Yveline, réincarné dans le département des Yvelines, s'est constitué une identité nouvelle sur son flanc ouest, limitant ainsi le Hurepoix à quelques communes autour de Jouy-en-Josas, dans les Yvelines.
Région agricole dans sa partie sud avec des cultures céréalières et betteravières, l'urbanisation s'intensifie dans le nord de la région, à cause de la proximité de Paris. Depuis 1946, le Hurepoix a officiellement donné son nom à une petite région agricole interdépartementale que se partagent les départements des Yvelines (no 78/055) et de l’Essonne (no 91/055).

## Communautés de communes
Une partie des communes du Hurepoix se sont regroupées en communautés d'agglomération ou de communes :
En Essonne :
- Cœur d'Essonne Agglomération : 21 communes et 207 510 habitants.
- Communauté de communes Entre Juine et Renarde : 13 communes et 27 763 habitants.
- Établissement public territorial Grand-Orly Seine Bièvre : 6 communes dans ce département et 146 045 habitants
- Communauté d'agglomération Grand Paris Sud Seine-Essonne-Sénart : 23 communes et 357 664 habitants.
- Communauté de communes Le Dourdannais en Hurepoix : 11 communes et 26 946 habitants
- Communauté d'agglomération Paris-Saclay : 27 communes et 314 485 habitants.
- Communauté de communes du Pays de Limours : 14 communes et 27 218 habitants.

Dans les Hauts-de-Seine :
- Établissement public territorial Vallée Sud Grand Paris : 11 communes et 408 084 habitants.
- Établissement public territorial Grand Paris Seine Ouest : 5 communes, Vanves, Issy-les-Moulineaux, Meudon, Sèvres  et Chaville, et 185 904 habitants.

Dans le Val-de-Marne :
- Établissement public territorial Grand-Orly Seine Bièvre : 18 communes dans ce département et 579 162 habitants.

Dans les Yvelines :
- Une partie de la Communauté d'agglomération Versailles Grand Parc : 5 communes, Buc, Jouy-en-Josas, Les Loges-en-Josas, Vélizy-Villacoublay et Bièvres (Essonne), et 42 689 habitants.
- ... ainsi qu'une seule commune, Guyancourt (29 758 habitants), de la communauté d'agglomération de Saint-Quentin-en-Yvelines.

## Patrimoine

### Patrimoine naturel
- Forêt de la Roche Turpin
- Forêt départementale du Rocher de Saulx
- Forêt domaniale de Verrières-le-Buisson
- Forêt domaniale de Dourdan
- Forêt domaniale de Meudon
- Arboretum de la Vallée-aux-Loups à Châtenay-Malabry
- Roseraie du Val-de-Marne à L'Haÿ-les-Roses

### Architecture religieuse
- Basilique Notre-Dame-de-Bonne-Garde de Longpont-sur-Orge
- Église Saint-Hermeland de Bagneux
- Église Saint-Médard de Chalo-Saint-Mars
- Église Saint-Germain d'Auxerre de Dourdan
- Église Saint-Sulpice de Saint-Sulpice-de-Favières
- Cathédrale Saint-Louis-et-Saint-Nicolas de Choisy-le-Roi
- Église de la Synaxe-de-la-Mère-de-Dieu de Limours
- Cathédrale de la Résurrection Saint-Corbinien d'Évry
- Mosquée d'Évry-Courcouronnes

### Châteaux

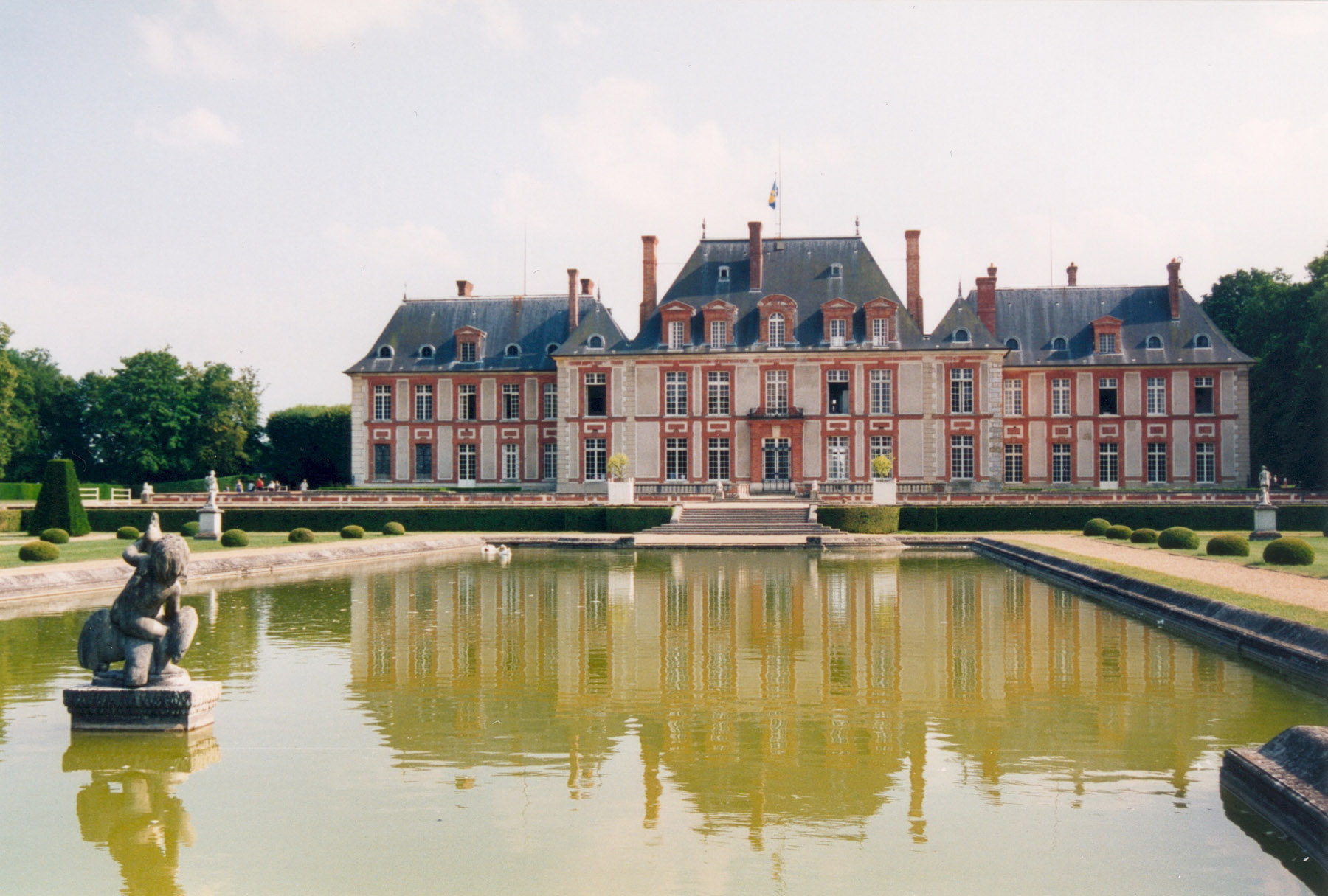
Château de Breteuil
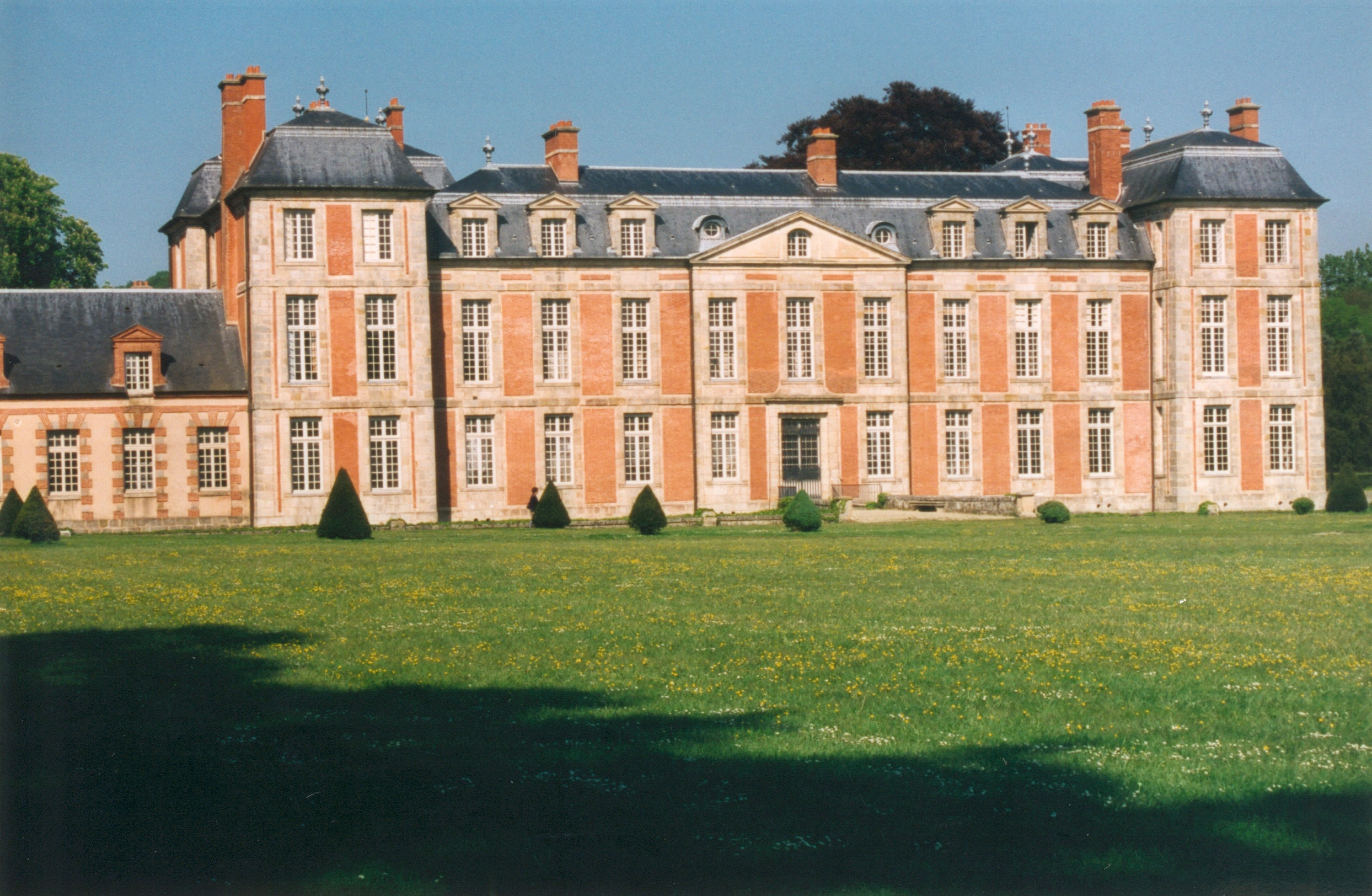
Château de Chamarande
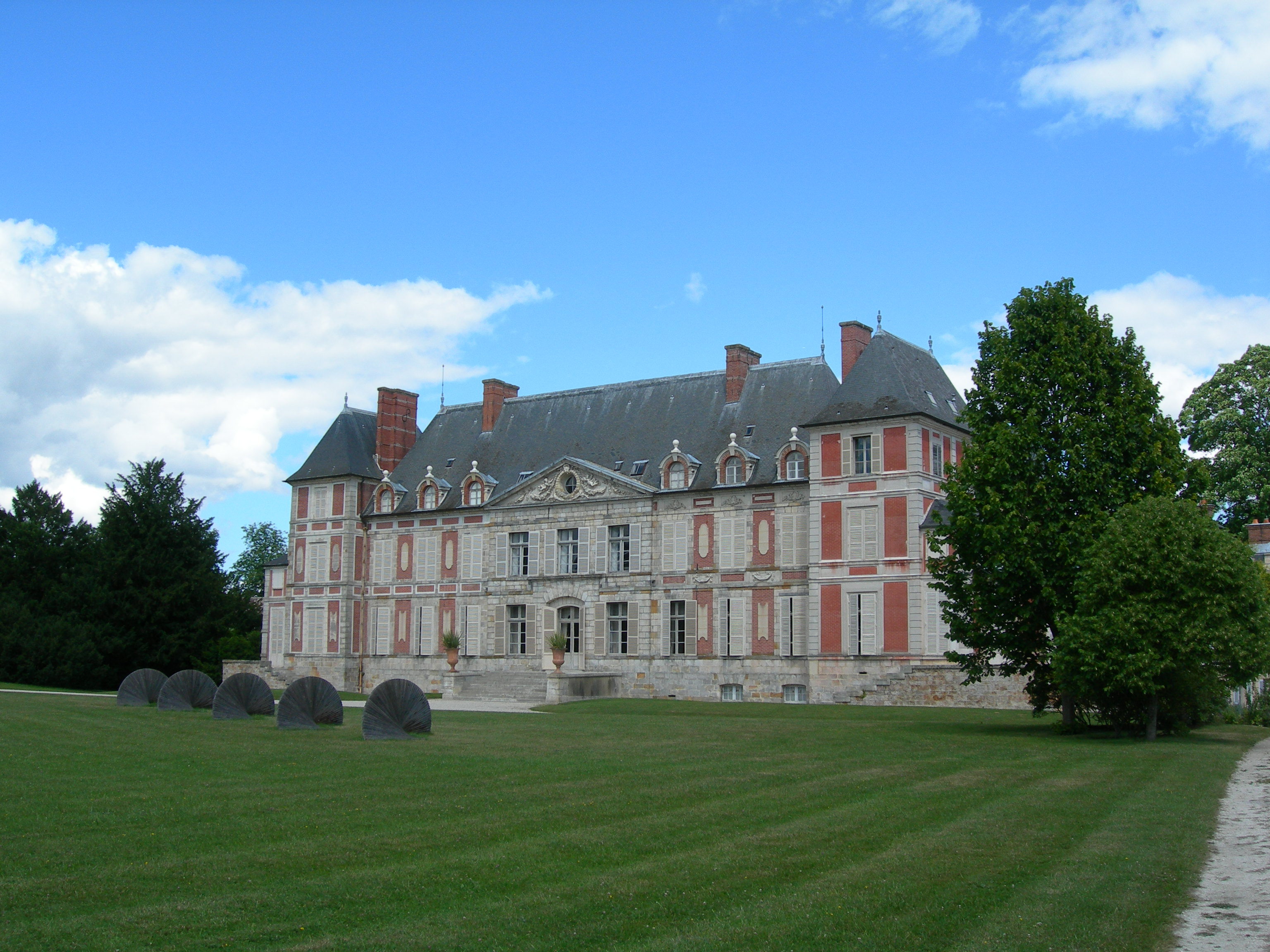
Château de Courson
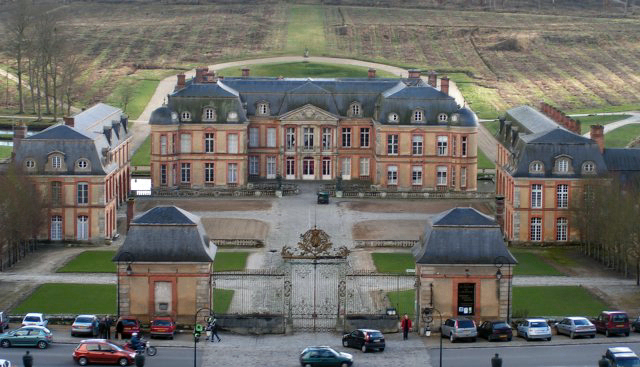
Château de Dampierre
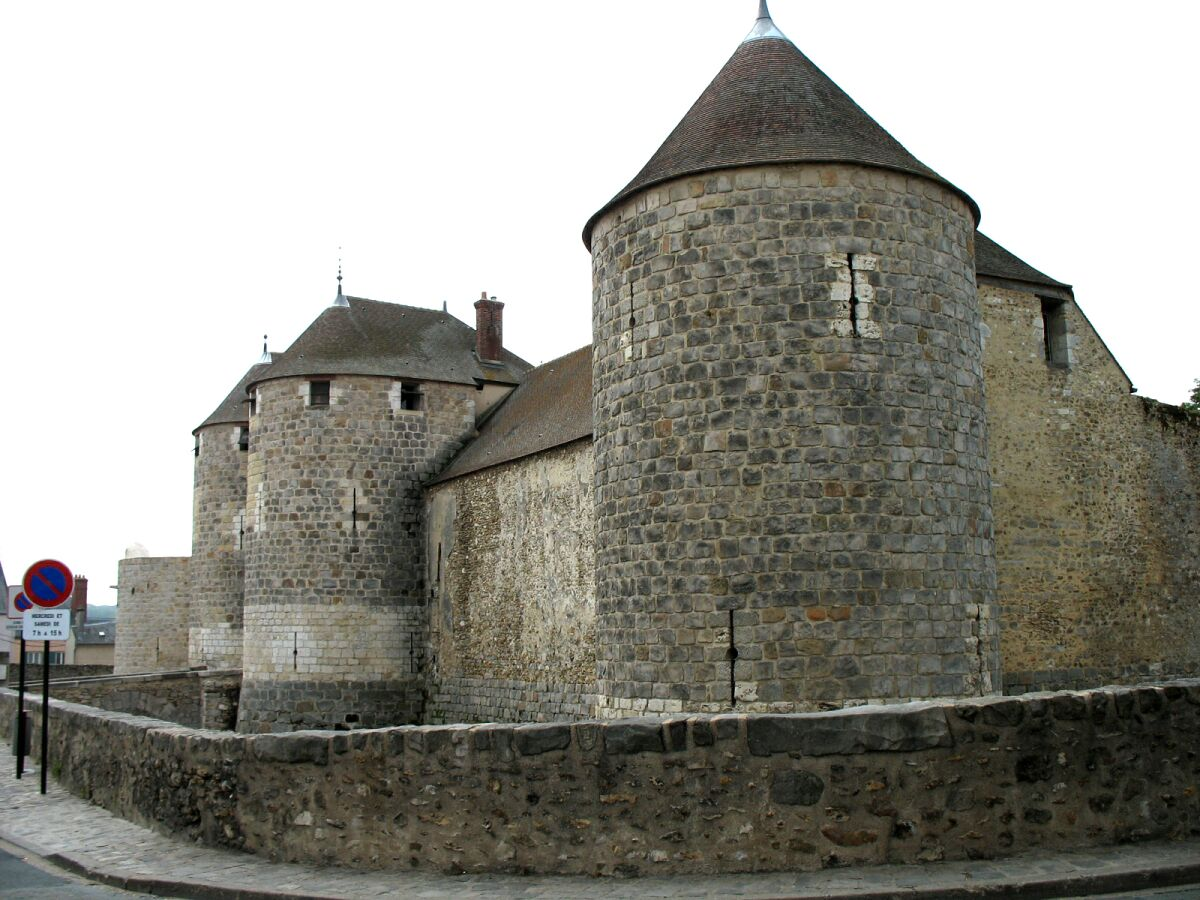
Château de Dourdan
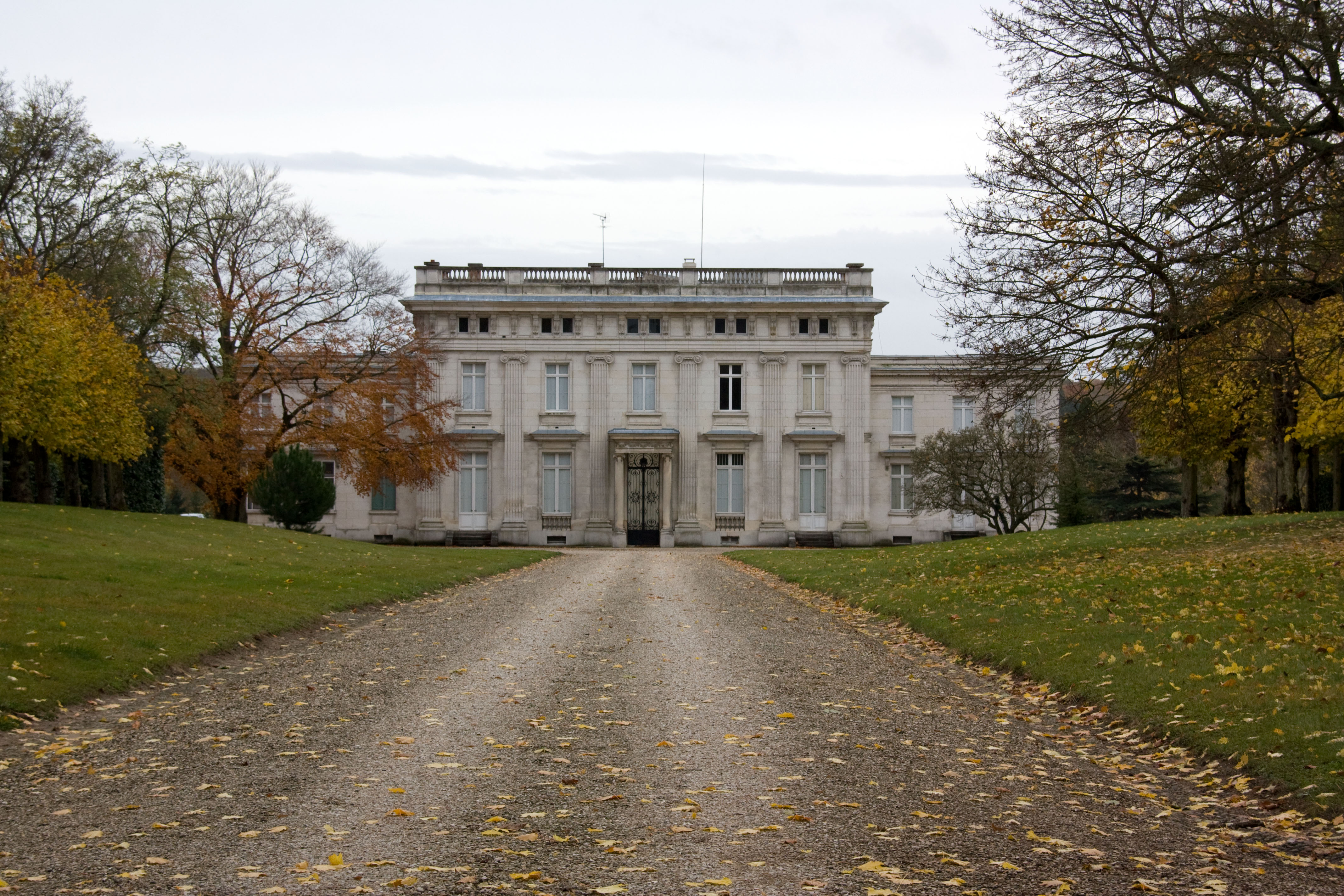
Château d'Écharcon
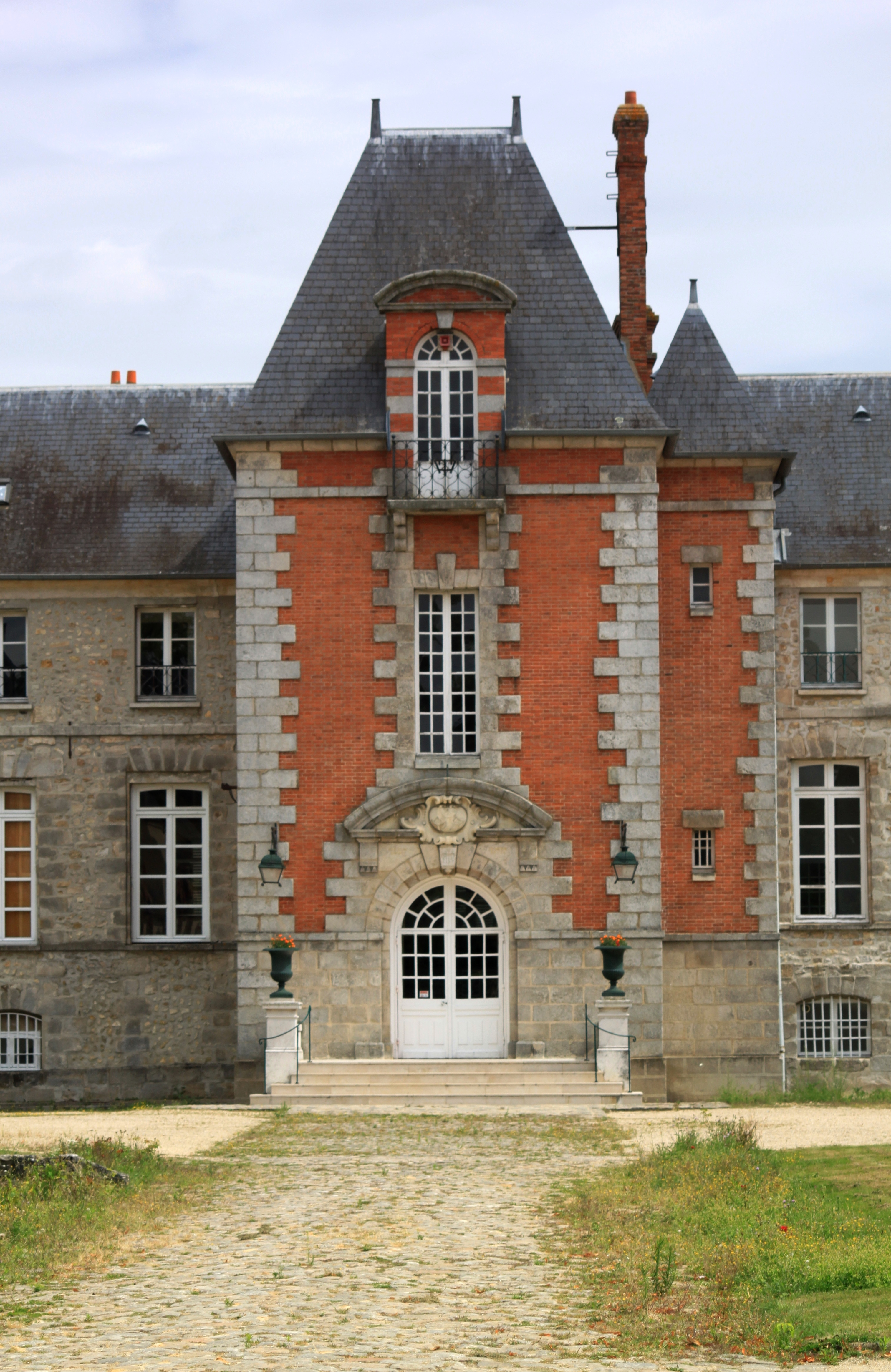
Château de Gillevoisin à Janville-sur-Juine
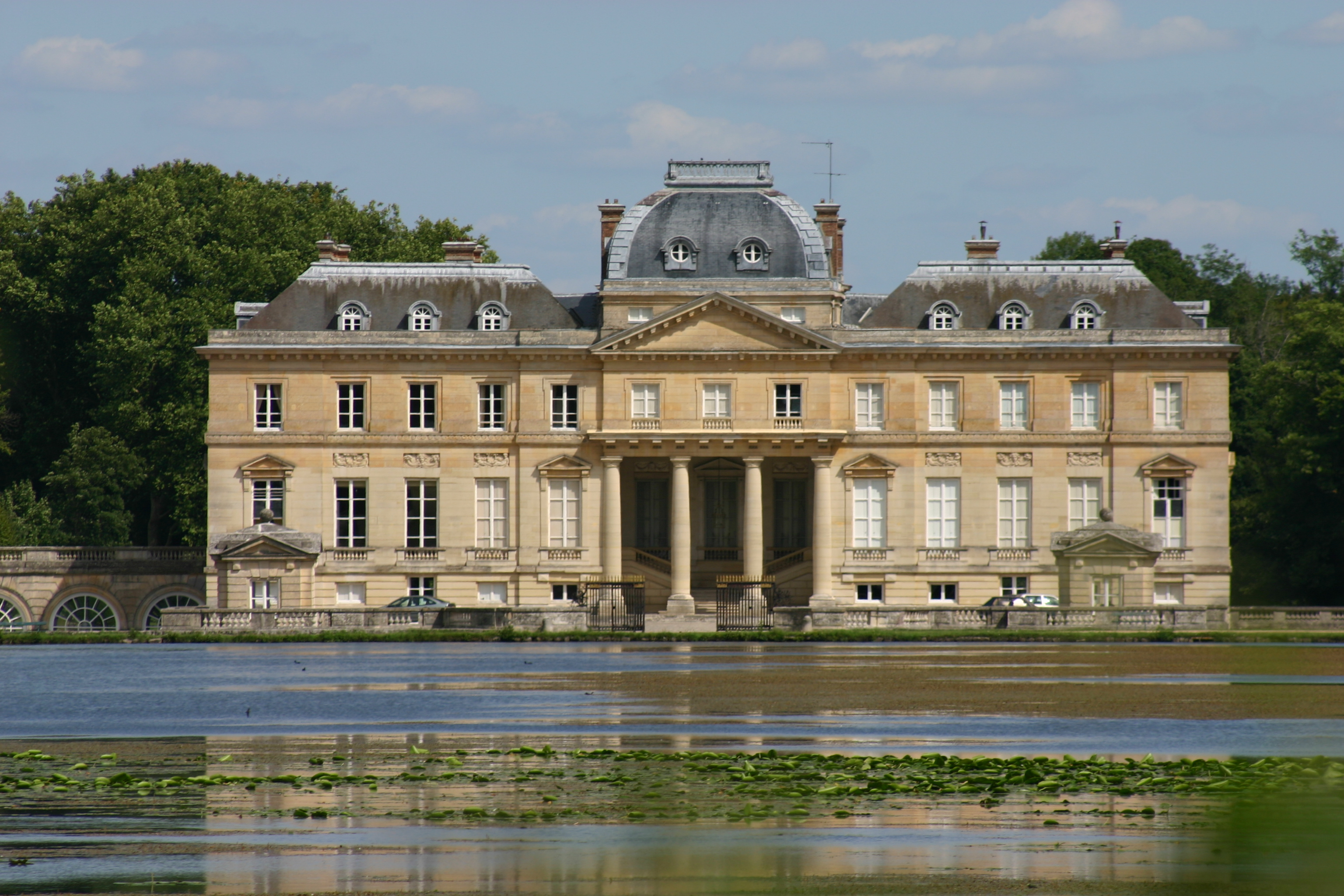
Château du Marais au Val-Saint-Germain
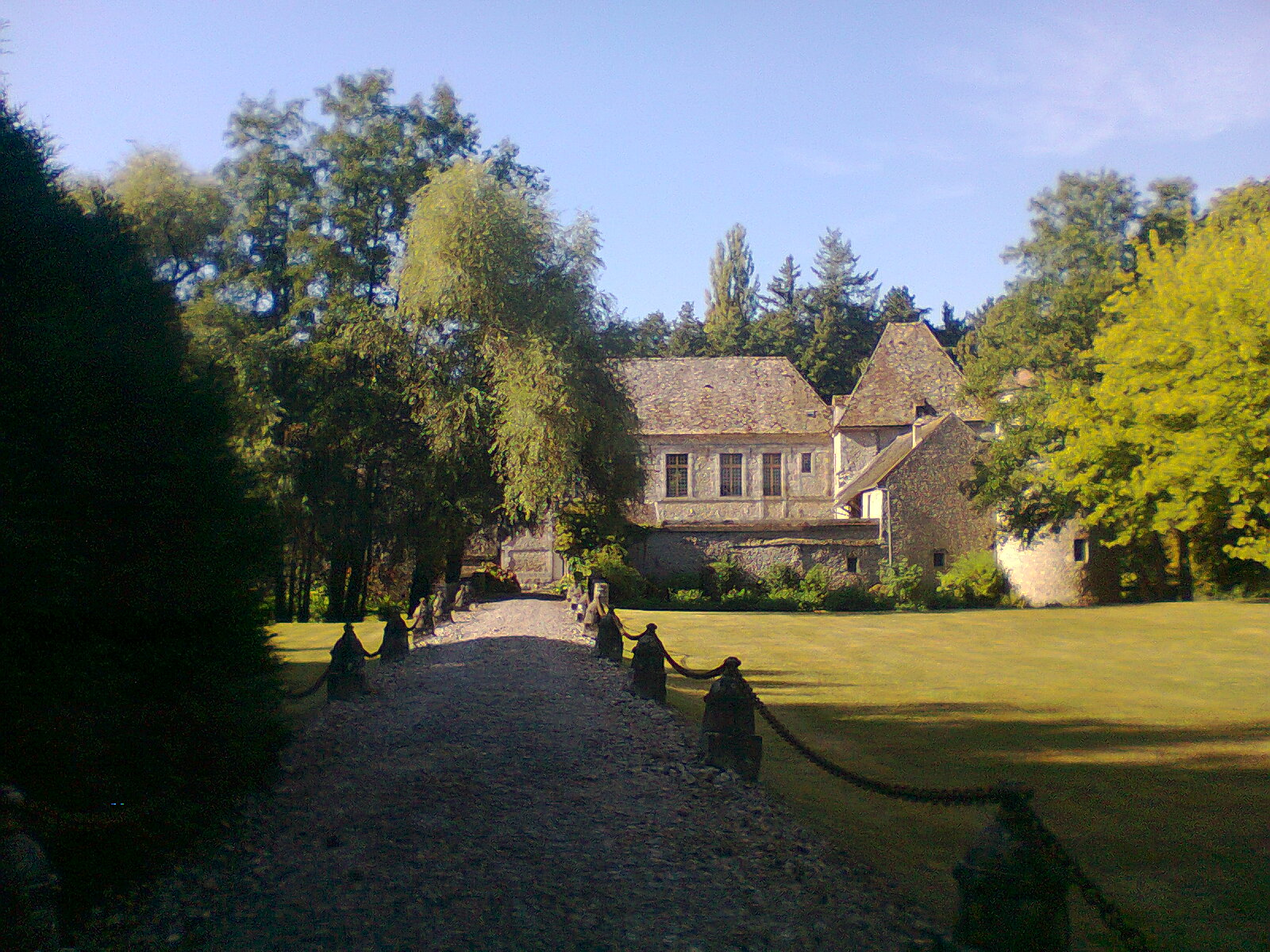
Château de Villeconin
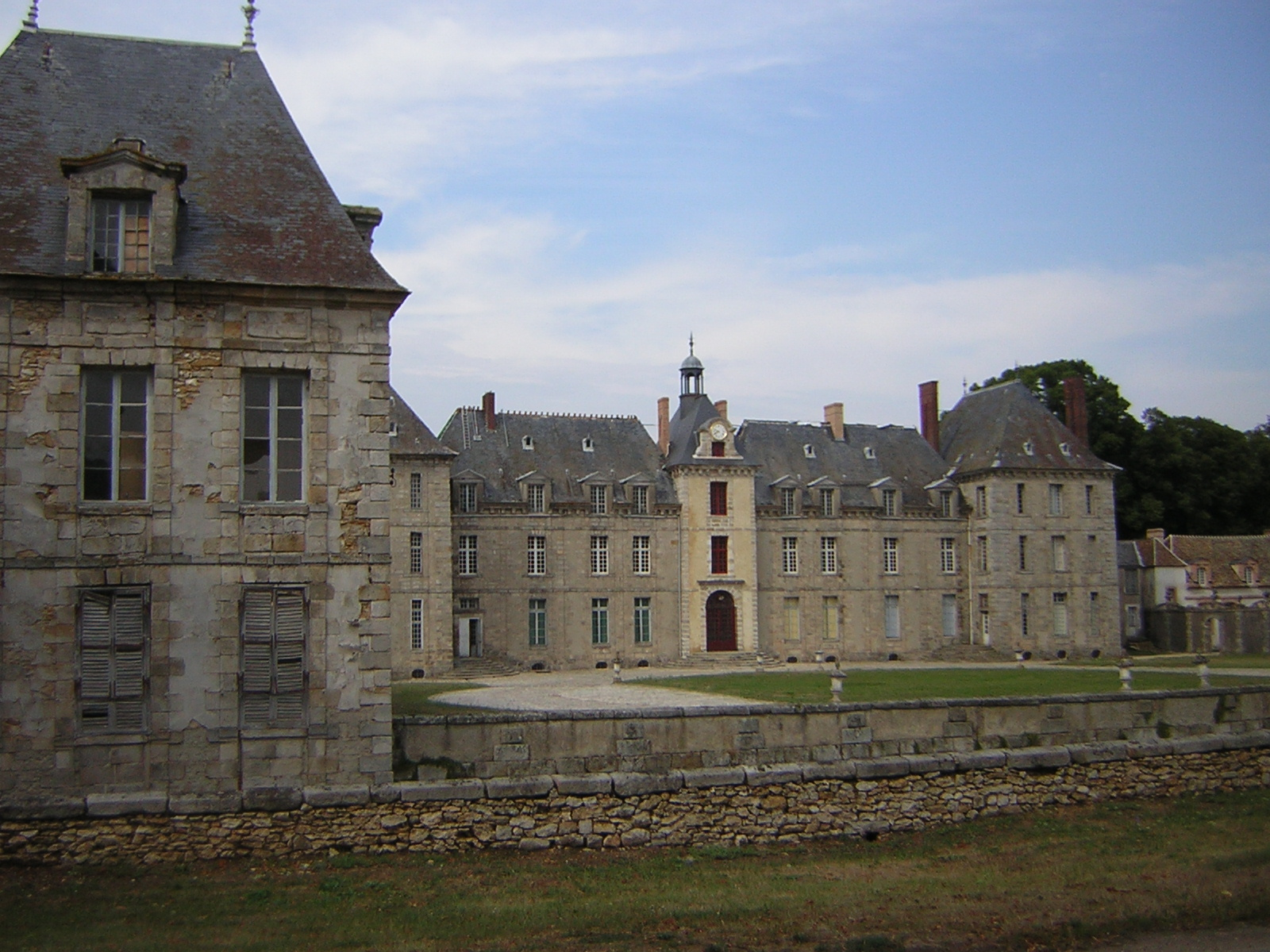
Château de Mesnil-Voisin à Bouray-sur-Juine
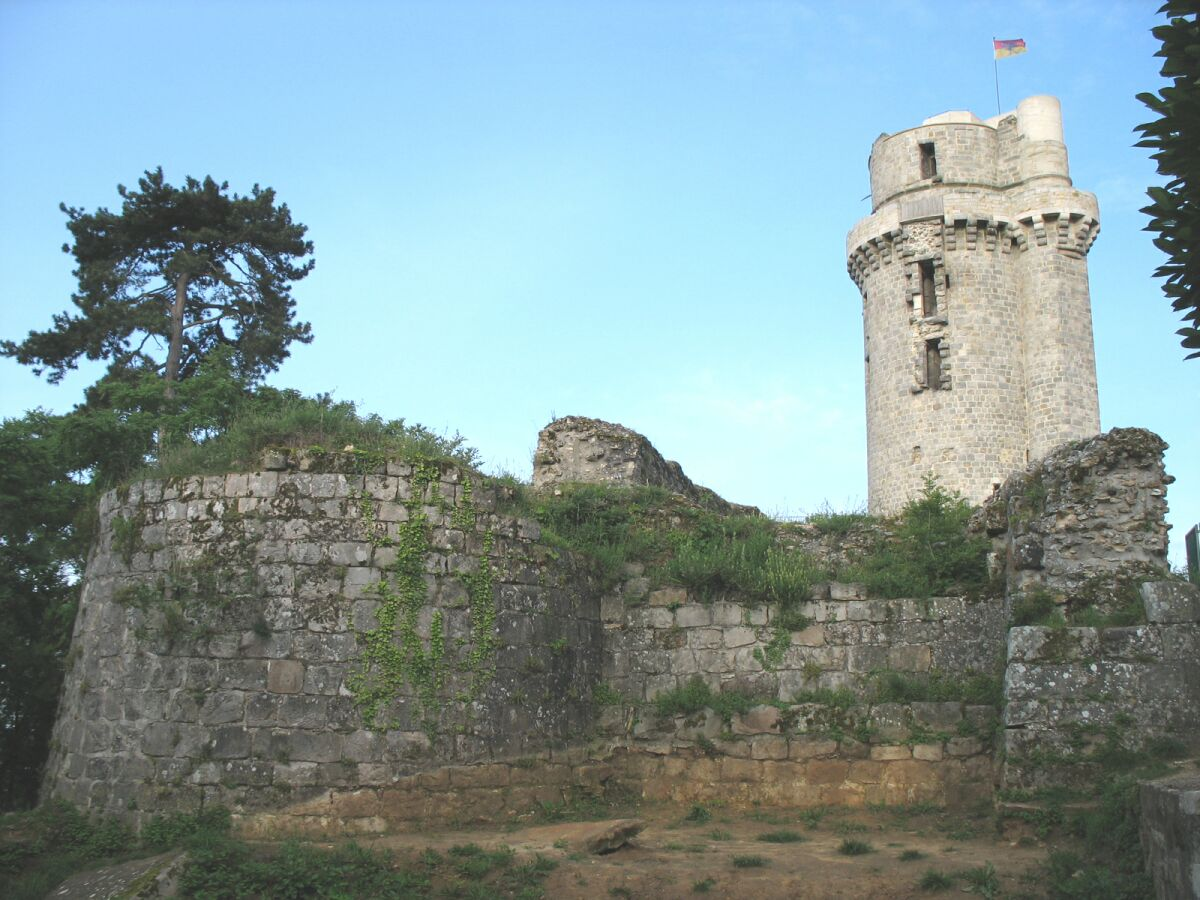
Château de Montlhéry
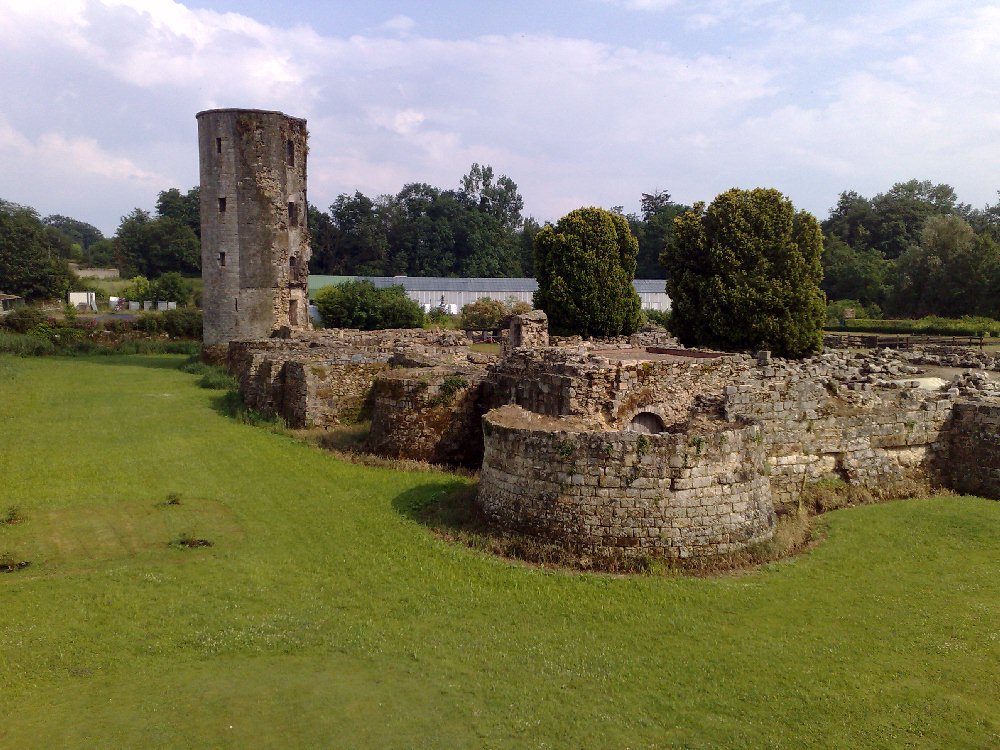
Château de Montagu à Marcoussis
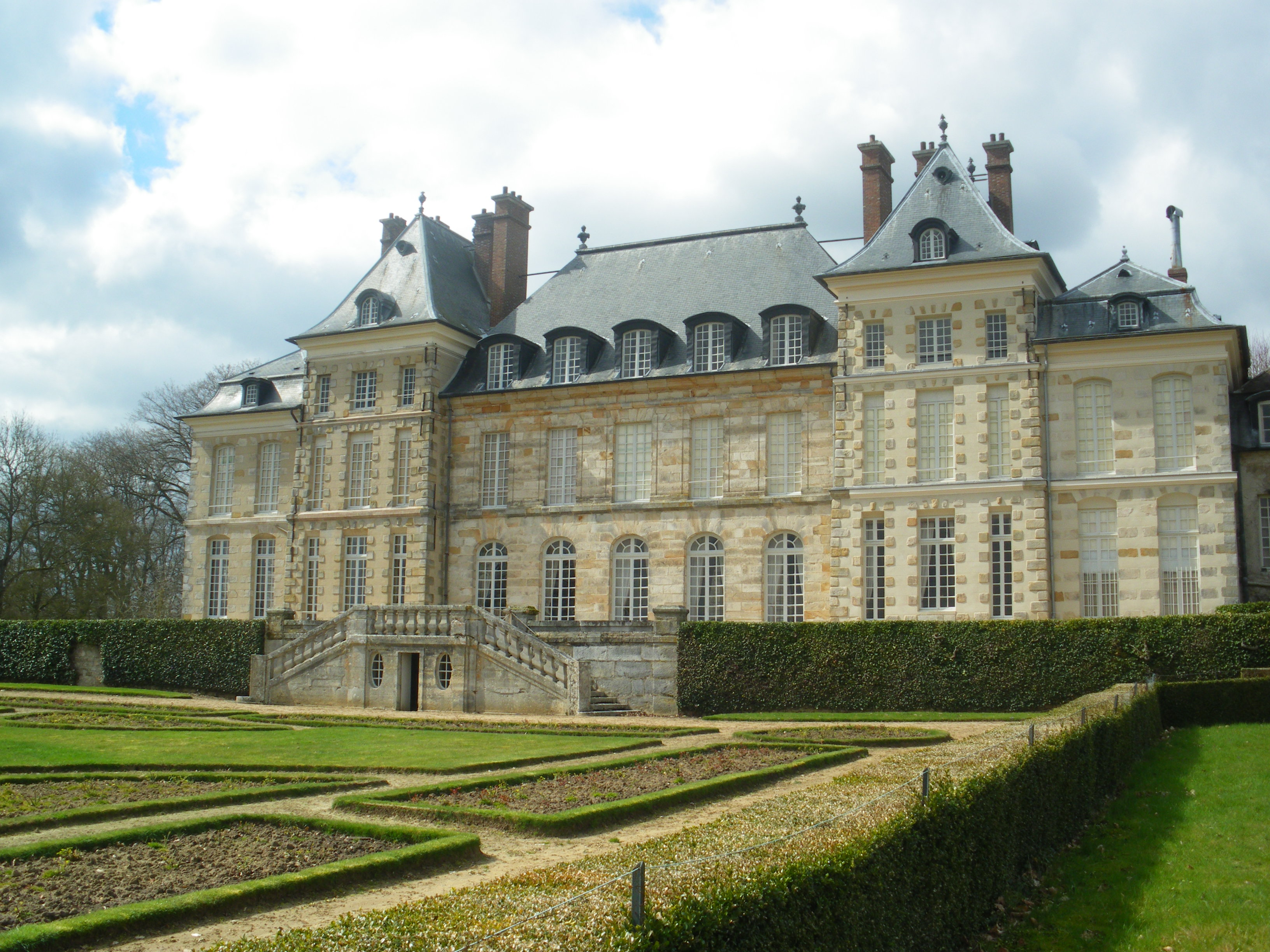
Château de Saint-Jean de Beauregard
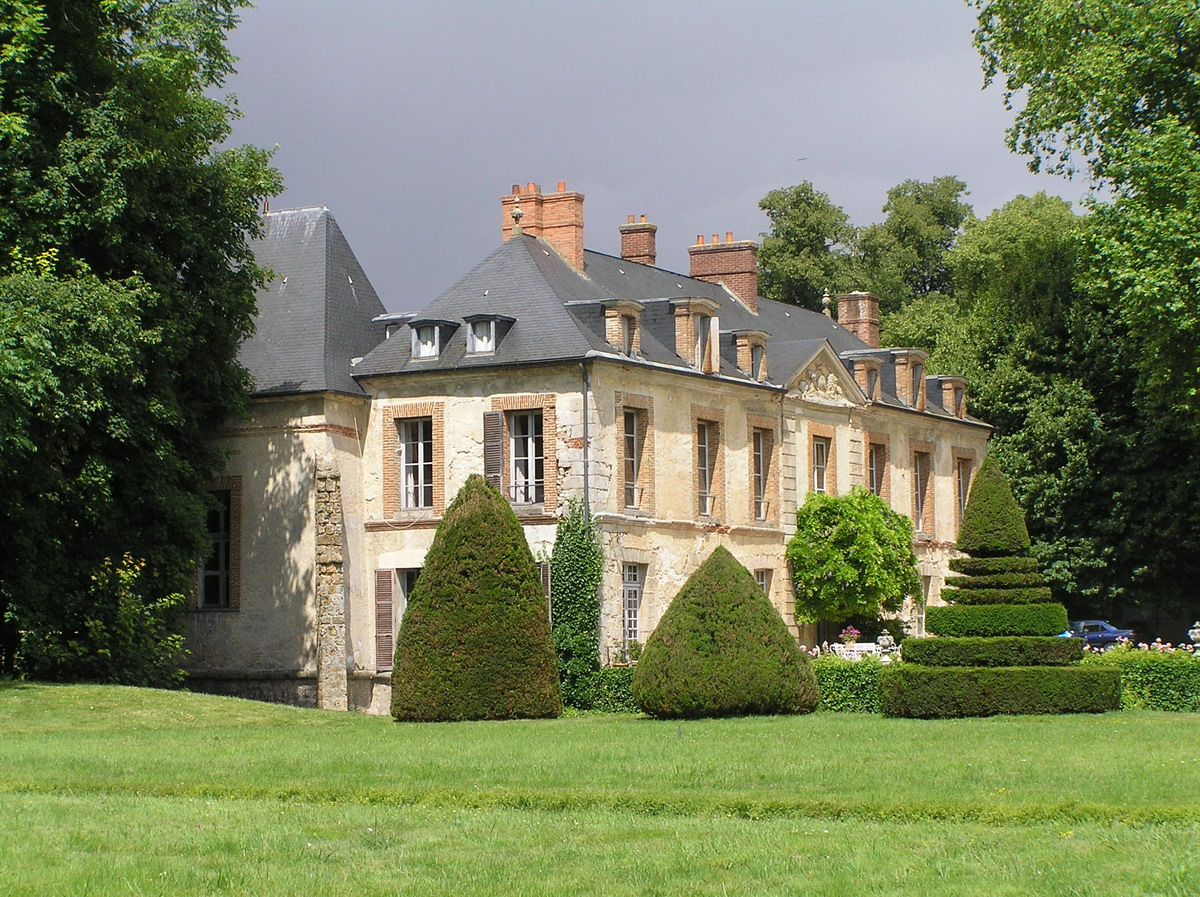
Château du Saussay
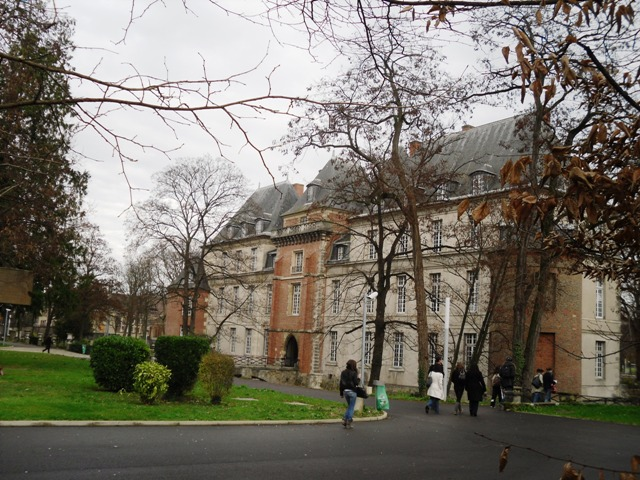
Château de Savigny-sur-Orge
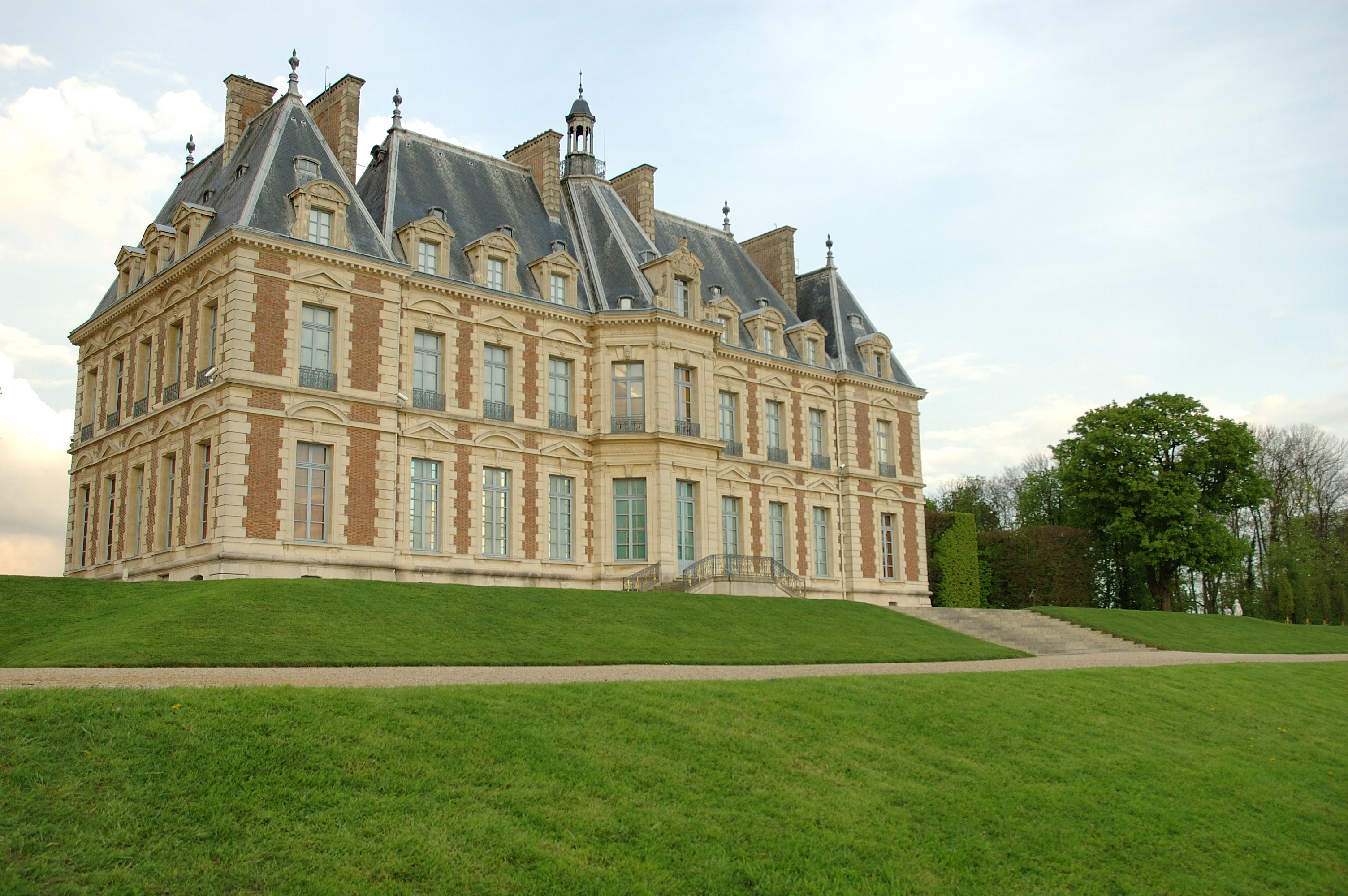
Château de Sceaux (parc de Sceaux)
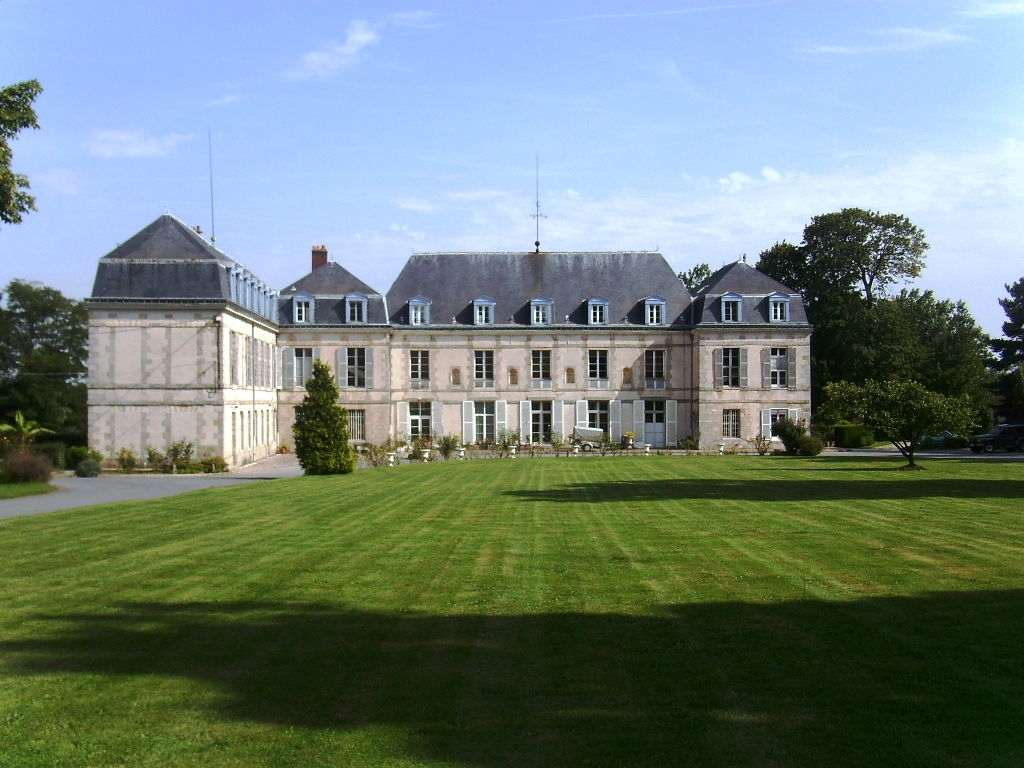
Château de Villebon-sur-Yvette
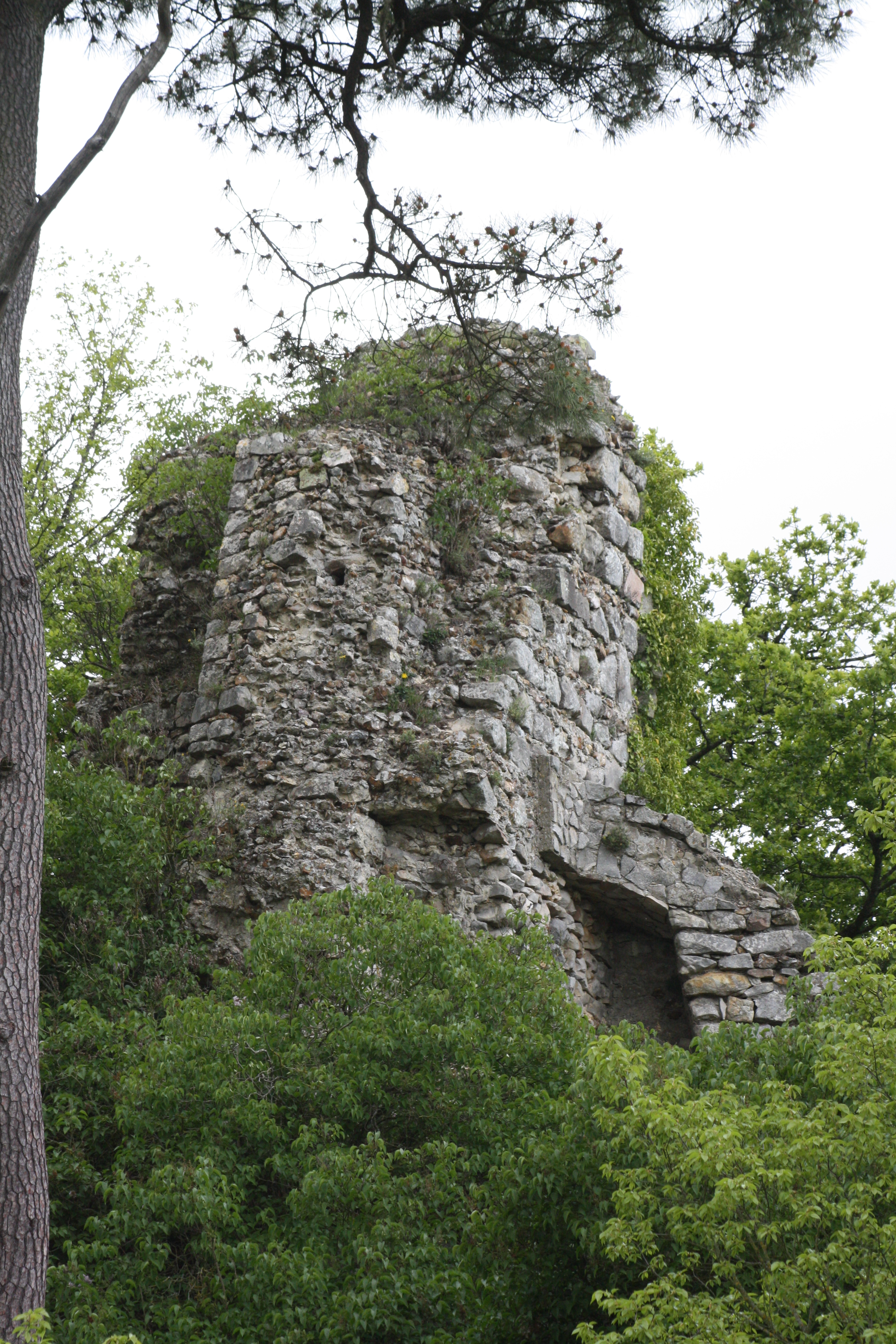
Château Rupestre/Féodal de Rochefort-en-Yvelines
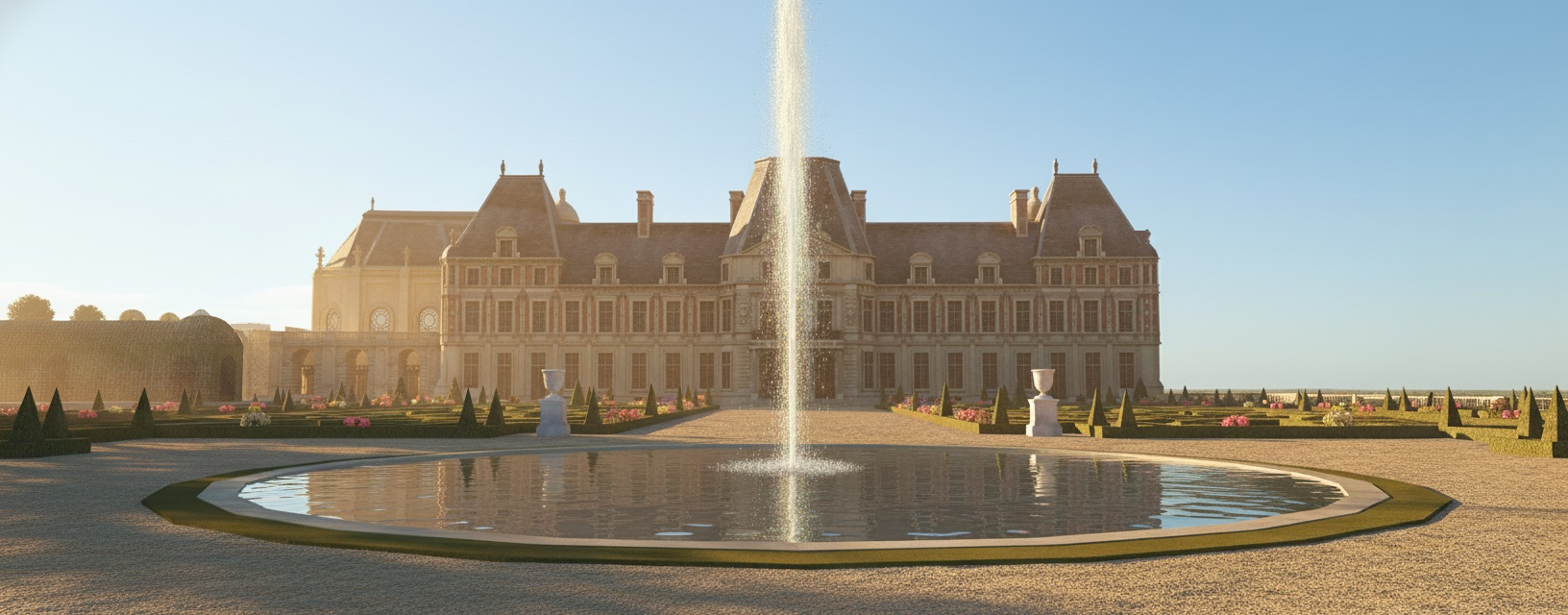
Château de Meudon
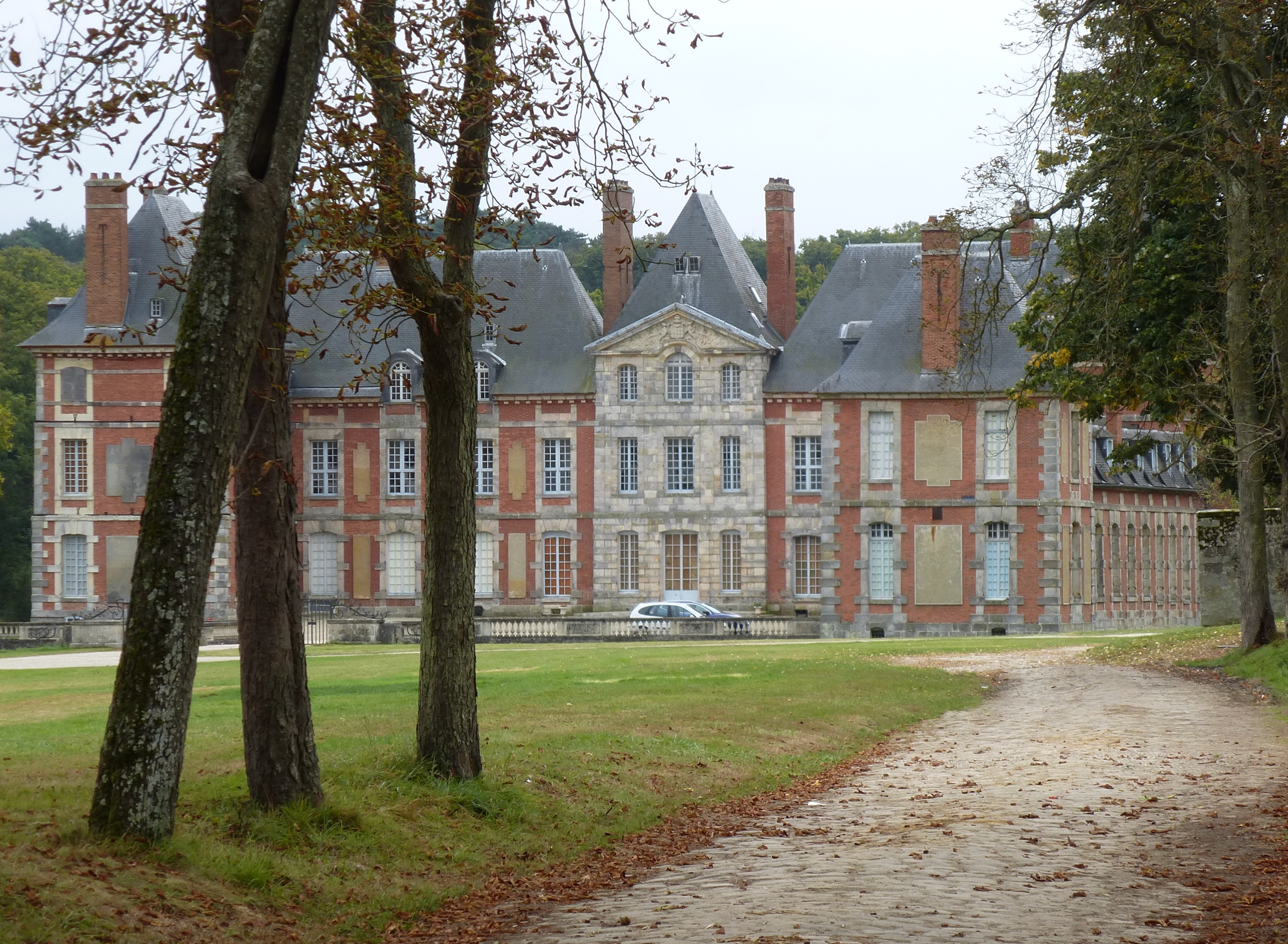
Château de Baville à Saint-Chéron

### Bâtiments civils
- Ferme des Tourelles à Saint-Cyr-sous-Dourdan
- Halle d'Arpajon
- Aqueduc Médicis à Arcueil et Cachan
- Hôpital de Bicêtre
- Gustave-Roussy à Villlejuif
- Observatoire de Paris (et Meudon)
- Hôtel des Invalides
- Manufacture des Gobelins
- Palais Bourbon
- Hôtel de Matignon
- Fort d'Issy-les-Moulineaux
- Papeterie Darblay à Corbeil-Essonnes
- Lycée Lakanal à Sceaux
- Musée d'Orsay à Paris
- Villa Hennebique à Bourg-la-Reine
- Cité Internationale Universitaire de Paris
- Le Café du Commerce à Paris
- Cité-jardin de la Butte-Rouge à Châtenay-Malabry

### Architecture contemporaine
- Aéroport d'Orly
- Autodrome de Linas-Montlhéry
- Bibliothèque Nationale de France
- Fondation Cartier de Paris
- MAC VAL à Vitry-sur-Seine
- Opéra de Massy
- Musée du quai Branly
- Hexagone Balard, à Paris
- Technocentre Renault, à Guyancourt